# Stenolis laetifica
Stenolis laetifica là một loài bọ cánh cứng trong họ Cerambycidae.